# 秦秋谷
秦秋谷（1916年10月—2016年6月3日），浙江鄞县人，中华人民共和国女记者。

## 生平
1935年，参加革命。1937年，进入上海劳动妇女战地服务团，奔赴淞沪抗日前线。1938年，开始从事战地采访。1939年1月，在上海劳动妇女战地服务团秘密加入中共地下党。1940年，奉命进入皖南新四军。但未到皖南，即发生皖南事变。1941年，留在浙江妇女月刊任主编。1943年11月，因被国民党通缉，逃回上海。1944年，到淮南抗日根据地任《淮南日报》记者、编辑。1946年，抵达山东，在华东新华书店编辑部任编辑，后又任潍坊《新潍坊报》和济南《新民主报》的记者。1949年，在上海担任新华社华东总分社、《解放日报》文教组副组长。1953年，担任浙江日报资料组组长，文教组、政文组副主编，浙江日报编委、总编辑办公室第一主任等职。1979年11月离休。2016年6月3日，在杭州逝世，享年101岁。